# Neocollyris brevithoracica
Neocollyris brevithoracica (лат.) — вид жуков-скакунов рода Neocollyris из подсемейства Cicindelinae (триба Collyridini). Юго-Восточная Азия.

## Распространение
Встречаются в Юго-Восточной Азии: Индонезия (Калимантан, Суматра).

## Описание
Жуки-скакуны мелкого размера (7—8 мм). Голова сравнительно длинная, с умеренно выступающими глазами и не очень широкой выемкой между глазами; верхняя губа короткая, с короткими зубцами и более или менее отведенным назад медиальным зубом; усики короткие и булавовидные; переднеспинка гладкая, расширенная как сверху, так и сбоку.
Тело тонкое стройное, ноги длинные. Верхняя губа с 7 зубцами, два крупных крайних зубца отделены от других лишь небольшим углублением. Переднеспинка удлинённая, сужена впереди и посередине. Надкрылья узкие, выпуклые, густо пунктированы. Обитают на стволах деревьев и кустарников. Биология и жизненный цикл малоизучены.

## Классификация
Вид был впервые описан в 1913 году по типовым материалам из Индонезии под названием Collyris (Neocollyris) brevithoracica Horn, 1913. В 1932 году был включён в состав рода Neocollyris. Валидный статус подтверждён в ходе ревизии, проведённой в 1994 году французским энтомологом Роже Навьё (1926—2016).